# Kerry Ketter
Kerry Kenneth Ketter (* 20. September 1947 in Prince George, British Columbia) ist ein ehemaliger kanadischer Eishockeyspieler, der im Verlauf seiner aktiven Karriere zwischen 1966 und 1976 unter anderem 41 Spiele für die Atlanta Flames in der National Hockey League (NHL) sowie 48 weitere für die Edmonton Oilers in der World Hockey Association (WHA) auf der Position des Verteidigers bestritten hat. Den Großteil seiner aktiven Laufbahn verbrachte Ketter jedoch in der Central Hockey League (CHL) und American Hockey League (AHL), wo er annähernd 450 Partien absolvierte und im Jahr 1972 mit den Nova Scotia Voyageurs den Calder Cup der AHL gewann.

## Karriere
Ketter verbrachte seine Juniorenzeit zwischen 1966 und 1968 im Franchise der Edmonton Oil Kings, mit denen er im Jahr 1966 den Memorial Cup gewann. Darüber hinaus nahm er mit dem Team am Spielbetrieb der Canadian Major Junior Hockey League (CMJHL) bzw. Western Canada Hockey League (WCHL) teil. Ebenso vertrat er die Estevan Bruins auf Leihbasis im Memorial Cup 1968.
Im Anschluss an seine Juniorenkarriere wurde der ungedraftete Verteidiger von den Detroit Red Wings aus der National Hockey League (NHL) unter Vertrag genommen, die ihn zwischen 1968 und 1970 bei ihrem Farmteam, den Fort Worth Wings, in der Central Hockey League (CHL) einsetzten. In der folgenden Saison 1970/71 stand Ketter im Aufgebot der Baltimore Clippers aus der American Hockey League (AHL), die ebenfalls ein Kooperationspartner der Detroit Red Wings waren. Im Mai 1971 wurde der Kanadier gemeinsam mit einer nicht genannten Geldsumme an die Canadiens de Montréal abgegeben, die dafür Léon Rochefort als Kompensation zu den Red Wings schickten. Dort kam der Abwehrspieler in der Spielzeit 1971/72 ebenfalls in der AHL zum Einsatz, wo er mit Montréals Farmteam Nova Scotia Voyageurs den Calder Cup gewann.
Nach der Saison blieb Ketter im NHL Expansion Draft 1972 von den Canadiens ungeschützt und wurde folglich von den neu gegründeten Atlanta Flames ausgewählt. Im schwach besetzten Team der Flames stand der Defensivakteur in der Saison 1972/73 im Kader und kam so im Verlauf der Spielzeit zu 41 Einsätzen. Nachdem sich die Organisation über den Sommer 1973 aber verstärkt hatte, blieb Ketter für das Spieljahr 1973/74 lediglich ein Platz im Aufgebot bei den Dallas Black Hawks in der CHL. Im NHL Expansion Draft 1974 blieb der 26-Jährige abermals ungeschützt und wechselte durch die Wahl der Kansas City Scouts erneut das Franchise. Es gelang ihm jedoch nicht, den Sprung zurück in die NHL zu schaffen, und er lief erneut für die Baltimore Clippers in der AHL auf, bis diese im Januar 1975 den Spielbetrieb einstellten. Ketter kam ab diesem Zeitpunkt für den Rest der Saison bei den Omaha Knights in der CHL zum Einsatz.
Zur Spielzeit 1975/76 entschied sich der Verteidiger in die World Hockey Association (WHA) zu wechseln, die zu diesem Zeitpunkt mit der NHL in Konkurrenz stand. Er unterzeichnete einen Vertrag bei den Edmonton Oilers, die sich seine Transferrechte bereits im Februar 1972 im WHA General Player Draft gesichert hatten. Bis Anfang Februar absolvierte Ketter 48 Partien für die Oilers, ehe ihn diese gemeinsam mit Steve Carlyle an die New England Whalers abgaben. Im Gegenzug erhielten die Whalers Paul Hurley und die Transferrechte an Clark Jantzie. Ketter weigerte sich jedoch für New England zu spielen und wurde daher vom Team suspendiert. In der Folge beendete der 28-Jährige seine aktive Karriere.

## Erfolge und Auszeichnungen
- 1966 Memorial-Cup-Gewinn mit den Edmonton Oil Kings
- 1967 CMJHL Second All-Star Team
- 1972 Calder-Cup-Gewinn mit den Nova Scotia Voyageurs

## Karrierestatistik
(Legende zur Spielerstatistik: Sp oder GP = absolvierte Spiele; T oder G = erzielte Tore; V oder A = erzielte Assists; Pkt oder Pts = erzielte Scorerpunkte; SM oder PIM = erhaltene Strafminuten; +/− = Plus/Minus-Bilanz; PP = erzielte Überzahltore; SH = erzielte Unterzahltore; GW = erzielte Siegtore; 1 Play-downs/Relegation; Kursiv: Statistik nicht vollständig)